# Венгжин (Свентокшиське воєводство)
Венгжин (пол. Węgrzyn) — село в Польщі, у гміні Радошиці Конецького повіту Свентокшиського воєводства.
Населення — 125 осіб (2011).
У 1975-1998 роках село належало до Келецького воєводства.

## Демографія
Демографічна структура на день 31 березня 2011 року:
|          | Загалом | Допрацездатний вік | Працездатний вік | Постпрацездатний вік |
| -------- | ------- | ------------------ | ---------------- | -------------------- |
| Чоловіки | 62      | 17                 | 37               | 8                    |
| Жінки    | 63      | 13                 | 31               | 19                   |
| Разом    | 125     | 30                 | 68               | 27                   |